# Босна (шаховий турнір)
Босна – міжнародний шаховий турнір, який проводиться від 1957 року в місті Сараєво. Поряд з турнірами Вейк-ан-Зеє i Гастінгс є одним з найстаріших постійних шахових турнірів, у якому беруть участь найсильніші гросмейстери. Серед переможців турніру чемпіони світу Михайло Таль i Гаррі Каспаров, а також такі відомі шахісти як: Давид Бронштейн, Віктор Корчной, Ян Тімман i Олексій Широв. Від 1989 до 1997 року турнір не проводився через Боснійську війну. 2010 року турнір пройшов за швейцарською системою. За перемогу і партії шахіст отримував 3 очки, а за нічию - одне. Завдяки цьому китайський шахіст Ван Хао здобув у 10 партіях 23 пункти.
Найсильніші за складом змагання були в 1999 і 2000 роках, еоли середній рейтинг Ело учасників становив понад 2700 пунктів (1999 - 2704, 2000 - 2701), що відповідало турнірові XIX категорії ФІДЕ. Найвищий відсоток очок здобув 1982 року Олександр Бєлявський (83,3%, 12½ очок у 15 партіях), тоді як найвищий рейтинговий перфоменс показав 1999 року Гаррі Каспаров - 2914 пунктів.

## Переможці
| №  | Рік  | Переможець                                              |
| -- | ---- | ------------------------------------------------------- |
| 1  | 1957 | Стоян Пуц                                               |
| 2  | 1958 | Петар Трифунович, Борислав Івков                        |
| 3  | 1960 | Людек Пахман, Стоян Пуц                                 |
| 4  | 1961 | Светозар Глігорич, Людек Пахман                         |
| 5  | 1962 | Светозар Глігорич, Лайош Портіш                         |
| 6  | 1963 | Лайош Портіш                                            |
| 7  | 1964 | Лев Полугаєвський, Вольфґанґ Ульманн                    |
| 8  | 1965 | Олексій Суетін                                          |
| 9  | 1966 | Михайло Таль, Драголюб Чіріч                            |
| 10 | 1967 | Леонід Штейн, Борислав Івков                            |
| 11 | 1968 | Драголюб Чіріч, Лейн Анатолій Яковлевич                 |
| 12 | 1969 | Віктор Корчной                                          |
| 13 | 1970 | Любомир Любоєвич, Бруно Парма                           |
| 14 | 1971 | Давид Бронштейн, Мілан Матулович, Мілко Бобоцов         |
| 15 | 1972 | Ласло Сабо                                              |
| 16 | 1976 | Вільям Гарстон                                          |
| 17 | 1978 | Владімір Раїчевич                                       |
| 18 | 1979 | Боян Кураїца, Милорад Кнежевич, Іван Фараго             |
| 19 | 1980 | Властіміл Горт                                          |
| 20 | 1981 | Лев Псахіс                                              |
| 21 | 1982 | Олександр Бєлявський                                    |
| 22 | 1983 | Предраг Ніколич                                         |
| 23 | 1984 | Віктор Корчной, Ян Тімман                               |
| 24 | 1985 | Лпутян Смбат Гарегінович                                |
| 25 | 1986 | Лайош Портіш, Лев Псахіс, Кіріл Георгієв                |
| 26 | 1987 | Предраг Ніколич                                         |
| 27 | 1988 | Йосип Дорфман, Богдан Лаліч, Емір Діздаревич            |
| 28 | 1998 | Віктор Корчной                                          |
| 29 | 1999 | Гаррі Каспаров                                          |
| 30 | 2000 | Гаррі Каспаров                                          |
| 31 | 2001 | Кіріл Георгієв                                          |
| 32 | 2002 | Мовсесян Сергій Мушегович                               |
| 33 | 2003 | Іван Соколов                                            |
| 34 | 2004 | Олексій Широв                                           |
| 35 | 2005 | Віорел Бологан, Іван Соколов                            |
| 36 | 2006 | Лівіу-Дітер Нісіпяну, Магнус Карлсен, Володимир Малахов |
| 37 | 2007 | Мовсесян Сергій Мушегович                               |
| 38 | 2008 | Олександр Морозевич                                     |
| 39 | 2009 | Павло Ельянов                                           |
| 40 | 2010 | Ван Хао                                                 |
| 41 | 2011 | Баадур Джобава                                          |
| 42 | 2012 | Віктор Ердош, Михайло Антипов, Постний Євген            |
| 43 | 2013 | Роберт Маркуш, Александар Ковачевич, Предраг Ніколич    |
| 44 | 2014 | Олександр Рахманов                                      |